# Dušan Poliačik
Dušan Poliačik (* 11. února 1955 Dobroč) je bývalý československý vzpěrač slovenské národnosti (podpoľanec), bronzový olympijský medailista z roku 1980.

## Osobní život
S manželkou Kristýnou měl dvě děti Dušana (* 1976) a dceru Andreu (* 1979).

## Sportovní kariéra
Narodil v slovenské obci Dobroč nedaleko Detvy. Biologického otce nepoznal. Záhy po svém narození se matka opět vdala a přestěhovali se za prací na Sokolovsko. Vyrůstal v obci Zlatá nedaleko Kynšperku nad Ohří. V mládí hrál za Kynšperk fotbal na pravém křídle. Bavilo ho posilování a vesnická kratochvíle mladých mužů zvedání kol od pásového traktoru.
V roce 1971 v 16 letech se vsadil s kamarádem, který vzpíral ligu za Baník Sokolov, že uzvedne nad hlavu činku s 80 kg. Činku skutečně uzvedl a nechal se přemluvit dojíždět do sokolovské vzpírárny na trénink k Horstu Leonhardtovi (Leonhardovi). Nadšení pro zvedání činek přenesl i do domovské obce Zlatá, kde v rámci pionýrského domu (SSM) vznikl vzpěračský kroužek, ve kterém se dostalo ke vzpírání několik pozdějších mistrů republiky – Rudolf Matička, Dušan Popper a další.
Na konci roku 1972 již ve dvojboji zvedal 220 kg (90 kg + 130 kg) a dostal se střediska vrcholového sportu mládeže k trenéru Janu Vondrákovi. Povinnou vojenskou službu absolvoval v Praze, kde se dva roky připravoval pod vedením Václava Peterky a později i Antonína Drešla v klubu Rudá Hvězda Praha. Během toho období 1974-75 začal chápat hlavní filosofii vzpěrače, že zvedá břemeno nejprve svoji hlavou a teprve potom svaly. Jeho achylovou patou byly slabší vazy v kolenech, kvůli kterým musel několikrát během sportovní kariéry na chirurgický stůl doktora Jiřího Michla.
Po vojně se vrátil od Sokolova a pracoval jako zámečník v HDB Sokolov (dnes Sokolovská uhelná). Ve sportovní kariéře pokračoval ve středisku vrcholového sportu při Baníku Sokolov pod vedením Františka Škardy. Jeho vzorem byl olympijský vítěz Hans Zdražila, jehož české rekordy postupně vymazával – poslední v roce 1977. V československé reprezentaci se začal výrazně prosazovat od roku 1978 ve váze do 82,5 kg. Na domácím mistrovství Evropy v Havířově mu těsně unikla medaile, když byl třikrát čtvrtý v trhu, nadhozu a dvojboji. Vyrovnanost obou disciplín trhu a nadhozu mu v roce 1979 poprvé na velké sportovní akci přinesla medaile ve dvojboji.
V roce 1980 patřil k československým medailovým nadějím na olympijských hrách v Moskvě. V trhu napodruhé zvedl váhu 160 kg a skončil na třetím místě. V nadhoz byl úspěšný ve všech třech pokusech (207,5 kg) a soutěž ukončil celkovým výsledkem 367,5 kg ve dvojboji. Když po pár minutách Bulhar Krasimir Drandarov nezvedl činku s 212,5 kg mohl začít slavit bronzovou olympijskou medaili.
V roce 1981 se výkonnostně přibližoval k suverénu své kategorie do 82,5 kg, sovětskému Armánu Juriku Vardanjanovi, ale sezonu 1982 musel kvůli zranění kolene vynechat. V roce 1983 se rozhodl napodobit svého bývalého týmového kolegu Jána Nagye a přes dovolenou v Jugoslávii emigroval do západního Německa.

### Výsledky
| Rok                | Místo                     | Kategorie      | Trh (kg)       | Trh (kg)       | Trh (kg)       | Trh (kg)         | Nadhoz (kg)    | Nadhoz (kg)    | Nadhoz (kg)    | Nadhoz (kg)      | Dvojboj (kg)   | Pořadí           |
| Rok                | Místo                     | Kategorie      | 1              | 2              | 3              | Pořadí           | 1              | 2              | 3              | Pořadí           | Dvojboj (kg)   | Pořadí           |
| Olympijské hry     | Olympijské hry            | Olympijské hry | Olympijské hry | Olympijské hry | Olympijské hry | Olympijské hry   | Olympijské hry | Olympijské hry | Olympijské hry | Olympijské hry   | Olympijské hry | Olympijské hry   |
| ------------------ | ------------------------- | -------------- | -------------- | -------------- | -------------- | ---------------- | -------------- | -------------- | -------------- | ---------------- | -------------- | ---------------- |
| 1980               | Moskva, Sovětský svaz     | –82,5 kg       | 155            | 160            | 160            | 3.               | 200            | 205            | 207,5          | 2.               | 367,5          | Bronzová medaile |
| Mistrovství světa  |                           |                |                |                |                |                  |                |                |                |                  |                |                  |
| 1977               | Stuttgart, Německo        | –75 kg         |                |                | 137,5          | 10.              |                |                | 177,5          | 7.               | 315            | 8.               |
| 1978               | Gettysburg, Spojené státy | –82,5 kg       |                |                | 142,5          | 7.               |                |                | 187,5          | 5.               | 330            | 6.               |
| 1979               | Soluň, Řecko              | –82,5 kg       |                |                | 155            | 4.               |                |                | 195            | 4.               | 350            | Bronzová medaile |
| 1980               | Moskva, Sovětský svaz     | –82,5 kg       | 155            | 160            | 160            | Bronzová medaile | 200            | 205            | 207,5          | Stříbrná medaile | 367,5          | Bronzová medaile |
| 1981               | Lille, Francie            | –82,5 kg       |                |                | 157,5          | 4.               |                |                | 210            | Stříbrná medaile | 367,5          | Bronzová medaile |
| Mistrovství Evropy |                           |                |                |                |                |                  |                |                |                |                  |                |                  |
| 1977               | Stuttgart, Německo        | –75 kg         |                |                | 137,5          | 9.               |                |                | 177,5          | 6.               | 315            | 7.               |
| 1978               | Havířov, Československo   | –82,5 kg       |                |                | 145            | 4.               |                |                | 187,5          | 4.               | 332,5          | 4.               |
| 1979               | Varna, Bulharsko          | –82,5 kg       |                |                | 147,5          | 4.               |                |                | 192,5          | 4.               | 340            | Bronzová medaile |
| 1981               | Lille, Francie            | –82,5 kg       |                |                | 157,5          | 4.               |                |                | 210            | Stříbrná medaile | 367,5          | Bronzová medaile |